# Chakib Taleb-Bendiab
Chakib Taleb-Bendiab (àrab: شكيب طالب بن دياب, Xakīb Ṭālib Ibn Diyāb) (1982) és un guionista, director i compositor musical algeriano-francès, guanyador de diversos premis.
El seu curtmetratge Sang froid, va guanyar el premi al millor guió al Festival de Curtmetratges de Sapporo, al Japó. Amb Black Spirit, el seu segon curtmetratge de ficció, s'endinsa en una en una llegenda de samurais africans al Sàhara i ha rebut reconeixements en més de quaranta festivals internacionals a tot el món.
El seu primer llargmetratge Algiers, protagonitzat per Meriem Medjkane, Nabil Asli, Hichem Mesbah i Ali Namous, va guanyar el Grand Prix a la millor pel·lícula al 28è Festival Internacional de Cinema de Rhode Island i va representar oficialment Algèria als Premis Oscar de 2024 per a la categoria Millor pel·lícula internacional.